# Frank Edwin Egler
Frank Edwin Egler (1911-1996) fue un botánico, ecólogo, y profesor estadounidense, especialista en ecología vegetal. Tuvo un rol histórico sobre Rachel Carson al preparar Primavera silenciosa.

## Biografía
Ya en quinto grado de las clases de observación de aves y excursiones a espacios verdes en Nueva York, inculcó amor por la naturaleza en ese chico frágil.
Concurrió a la Facultad Forestal del Estado de Nueva York en Siracusa, para seguir la carrera en ingeniería del paisaje, pero lo cambió a ecología vegetal en la Universidad de Chicago, graduándose en 1932. En Chicago, fue estudiante de Henry C. Cowles.
En 1934, obtuvo su M.Sc. en ecología vegetal por la Universidad de Minnesota, y en 1938, su Ph.D. por la Universidad de Yale. En Minnesota, estudió con William Skinner Cooper, uniéndose a una de las cohortes más notables de estudiantes jamás reunidos bajo un mismo profesor Incluía a Rexford F. Daubenmire, Murray Fife Buell y Henry J. Oosting (que pasó a convertirse en presidentes de la Sociedad Ecológica de EE. UU.). Egler tenía la intención de continuar bajo Cooper para su doctorado, pero cambiado a George E. Nichols y Yale, después de Nichols le ofreció una beca para estudiar la vegetación alrededor de la casa de verano Egler en el norte de Connecticut. Egler ya se había embarcado en su estudio para su tesis cuando Nichols hizo la oferta.
Egler le gustaba rastrear su linaje intelectual, como Cooper, en Henry Chandler Cowles. Consideró a Cooper como su mentor y amigo de toda la vida.

## Algunas publicaciones
- “Santalum Ellipticum, a Restatement of Gaudichaud's Species”.. Bernice Pauahi Bishop Museum 14 (21): 357 p.

- “Berkshire Plateau Vegetation, Massachusetts”. 192 p. 1940

- “Vegetation as an object of study” Philosophy of Science 9 (1942): 245-60.

- “Indigene versus alien in the development of arid vegetation,” Ecology 23 (1942): 14-23.

- “Arid Southeast Oahu vegetation, Hawaii,” Ecological Monographs 17 (1947): 383-435.

- “Brush control – an aspect of ‘plant-community management,’” Electric Light & Power 29:3 (1951): 98-99, 151.

- “A commentary on American plant ecology, based on the textbooks of 1947-1949” Ecology 32 (1951): 673-694.

- "Plant Community Management" for Right-of-way Brush Control. Reimpreso, 1951, 4 p.

- “Vegetation science concepts I: Initial floristic composition, a factor in old-field vegetation development” Vegetatio 4 (1954):412-417.

- “Science, industry, and the abuse of rights of way,” Science 127 (1958): 573-80.

- “Pesticides – In Our Ecosystem,” Am. Scientist 52 (1964): 110-36.

- Yale Natural Preserve, New Haven. The vegetation of Connecticut natural areas 1. Con William Albert Niering. Ed. State Geological & Natural History Survey of Connecticut, 1965, 22 p.

- The Way of Science: A Philosophy of Ecology for the Layman. New York: Hafner Publishing Co. 1970.

- The plight of the rightofway domain: victim of vandalism. Mt. Kisco, N.Y. Futura Media Services, 1975, con Stan R. Foote. ISBN 091384800X, ISBN 9780913848005

- The Nature of Vegetation: Its Management and Mismanagement. 527 p. 1977

## Legado
Su casa veraniaga en el norte de Connecticut ha sido preservado como museo y Área Natural de Estudios, tributo a su vida y obra. Su casa es hoy mantenida por Aton Forest, Inc. de Norfolk, Connecticut. Esa empresa fue dirigida por Egler hasta su deceso.

## Honores

### Epónimos
Género
- (Cyperaceae) Egleria L.T.Eiten[7]

Especies
- (Asteraceae) Aspilia egleri J.U.Santos[8]

- (Begoniaceae) Begonia egleri Brade[9]

- (Malpighiaceae) Pterandra egleri W.R.Anderson[10]
- La abreviatura «Egler» se emplea para indicar a Frank Edwin Egler como autoridad en la descripción y clasificación científica de los vegetales.[11]